# Saison 11 d'Alice Nevers : Le juge est une femme
Chronologie
Saison 10 Saison 12
Cet article présente les épisodes de la onzième saison de la série télévisée Alice Nevers : Le juge est une femme.

## Distribution
- Marine Delterme : Alice Nevers, juge d'instruction
- Jean-Michel Tinivelli : Commandant Fred Marquand
- Noam Morgensztern : Max, officier de police
- Guillaume Carcaud : Victor Lemonnier, greffier
- Daniel-Jean Colloredo : Le médecin légiste (épisodes 1 à 6)
- Alexandre Varga : Mathieu Brémont, compagnon d'Alice (épisode 1, et 6 à 8)
- Marc Grosy : Procureur Divo (épisodes 2 à 4, 7 et 8)

## Liste des épisodes

### Épisode 1:Tout confort
- France : 23 mai 2013 sur TF1

- France : 6,55 millions de téléspectateurs (24,7 % de part de marché)[1] (première diffusion)

- Laurence Porteil : Lisa Delbecq
- Anne Malraux : Béatrice / Véronique
- Aymeric Cormerais : Romain Duval
- Dimitri Rataud : Frédéric Delbecq
- Jeanne Ruff : Julia Delbecq
- Bruno Abraham-Kremer : M. Duval
- Lou Garion : Sophie Roy
- Nadine Marcovici : Mme Scalese
- Justine Le Pottier : Infirmière 4641B
- Catherine Arondel : Mme Duval

### Épisode 2:Trop mortel
- France : 23 mai 2013 sur TF1

- France : 5,9 millions de téléspectateurs (24,8 %)[1] (première diffusion)

- Lorraine Mordillat : Noémie Saglio
- Axel Philippon : Hadrien Ferat
- Damien Jouillerot : Jules
- Hubert Benhamdine : Léo Favart
- Fabrice Michel : Renaud Ferat
- Vanessa Lhoste : Virginie Ferat
- Maximilien Muller : Maurice (rising surf)

### Épisode 3:Trop d'amour
- France : 30 mai 2013 sur TF1

- France : 6,39 millions de téléspectateurs (23,6 %)[2] (première diffusion)

- Astrid Veillon : Margaux Laroque
- Juliette Lamboley : Annette Martial
- Thomas Séraphine : Édouard Laroque
- Stana Roumillac : Flore
- Moïse Santamaria : Tony Aurel
- Kahina Carina : Rosa
- Edéa Darcque : Chloé

### Épisode 4:Au-delà des apparences
- France : 30 mai 2013 sur TF1

- France : 5,9 millions de téléspectateurs (24,8 %)[2] (première diffusion)

- Shemss Audat : Naïma Roussel
- Mathieu Simonet : Olivier Roussel
- Jean-Marie Winling : Jean-Louis Roussel
- Mehdi Meskar : Sami Lakhdar
- Farida Rahouadj : Mouna Lakhdar
- Anthony Decadi : Jordan Mercier
- Mélanie Maudran : Alexandra Chalon
- Mickaël Collart : Hugo Lambert
- Aurélie Normandon : Future mariée
- Vincent Demoustiers : Flic

### Épisode 5:Peur en ville
- France : 6 juin 2013 sur TF1

- France : 6,17 millions de téléspectateurs (24,4 %)[3] (première diffusion)

- Bruno Slagmulder : Francis Bosco / Pascal Clement
- Nicole Croisille : Françoise Marcotte
- Nathalie Roussel : Vanessa Carmoy
- Samantha Markowic : Sophie Perrin
- Marc Andréoni : Denis Pujol
- Jonathan Bruzat : Bruno Pujol
- Marianne Épin : Mme Perrachon

### Épisode 6:Amazones
- France : 6 juin 2013 sur TF1

- France : 5,8 millions de téléspectateurs (25,6 %)[3] (première diffusion)

- Claire Pérot : Maëlle Leguennec
- Flore Babled : Gwendoline Leguennec
- Jacques Bouanich : Loïc Leguennec
- Tony Mpoudja : Moussa N'Guebe
- Perle M'Boyo : Tina N'Guebe
- Manuel Olinger : Philippe Prigent
- Valentine Kipp : Julie Kaltenbach
- Laurent D'Olce : Daniel Kaltenbach
- Joséphine Jobert : Djamila

### Épisode 7:Blessures invisibles,1repartie
- France : 13 juin 2013 sur TF1

- France : 6,85 millions de téléspectateurs (26,0 %)[4] (première diffusion)

- Francis Coffinet : Médecin légiste
- Stéphane Coulon : Joss Ferat
- Caroline Santini : Marianne Pilorget
- Karl E. Landler : Robin Torrens
- Arnaud Denissel : Yann Foucault
- Aurélie Mériel : Cathy Laforge
- Marc Quenum : Abdou Cissé
- Denis Sylvain : Colonel Boris Pilorget
- Thomas Beneteau : Hugo
- Théo Barbé : Fabien Legoff
- Laurence Pierre : Karine Legoff
- Guillaume Rousselet : Éric Barthélémy

### Épisode 8:Blessures invisibles,2epartie
- France : 13 juin 2013 sur TF1

- France : 6,5 millions de téléspectateurs (27,8 %)[4] (première diffusion)

- Stéphane Coulon : Joss Ferat
- Caroline Santini : Marianne Pilorget
- Karl E. Landler (en) : Robin Torrens
- Arnaud Denissel : Yann Foucault
- Aurélie Mériel : Cathy Laforge
- Marc Quenum : Abdou Cissé
- Denis Sylvain : Colonel Boris Pilorget
- Théo Barbé : Fabien Legoff
- Guillaume Rousselet : Éric Barthélémy
- Salima Glamine : Meena Naheeb
- Jean Reynes : Van Varenberg